# Moeda de um dólar dos Estados Unidos
A moeda de um dólar dos Estados Unidos é uma moeda dos Estados Unidos com valor de face de um dólar americano. As moedas de dólar foram cunhadas nos Estados Unidos em versões de ouro, prata e metal comum. As moedas de dólar foram cunhadas pela primeira vez nos Estados Unidos em 1793.
Embora os verdadeiros dólares de ouro não sejam mais cunhados, os dólares Sacagawea, Presidential e American Innovation são às vezes chamados de dólares dourados devido à sua cor. Assim como várias outras denominações de moedas dos Estados Unidos, os dólares dourados são semelhantes em diâmetro e cor à sua contraparte canadense (conhecida como “loonie”, que antecedeu o dólar Sacagawea em treze anos). Entretanto, ao contrário das moedas de dólar canadense de 11 lados, as moedas de dólar de ouro dos Estados Unidos são redondas.
As moedas de dólar nunca foram populares em circulação desde sua criação. Apesar dos esforços do governo dos Estados Unidos para promover seu uso a fim de economizar o custo de impressão de notas de um dólar, o Anthony Dollar, o Sacagawea Dollar e a Presidential Dollar Series raramente são vistos em circulação, já que a maioria dos americanos prefere usar a nota de dólar. Por esse motivo, desde 11 de dezembro de 2011, a Casa da Moeda não produz moedas de dólar para circulação geral, e todas as moedas de dólar produzidas após essa data foram especificamente para colecionadores. Essas moedas de colecionador podem ser encomendadas diretamente da Casa da Moeda, enquanto os dólares para circulação anteriores a 2012 podem ser obtidos na maioria dos bancos dos Estados Unidos.

## História

### Eisenhower Dollar

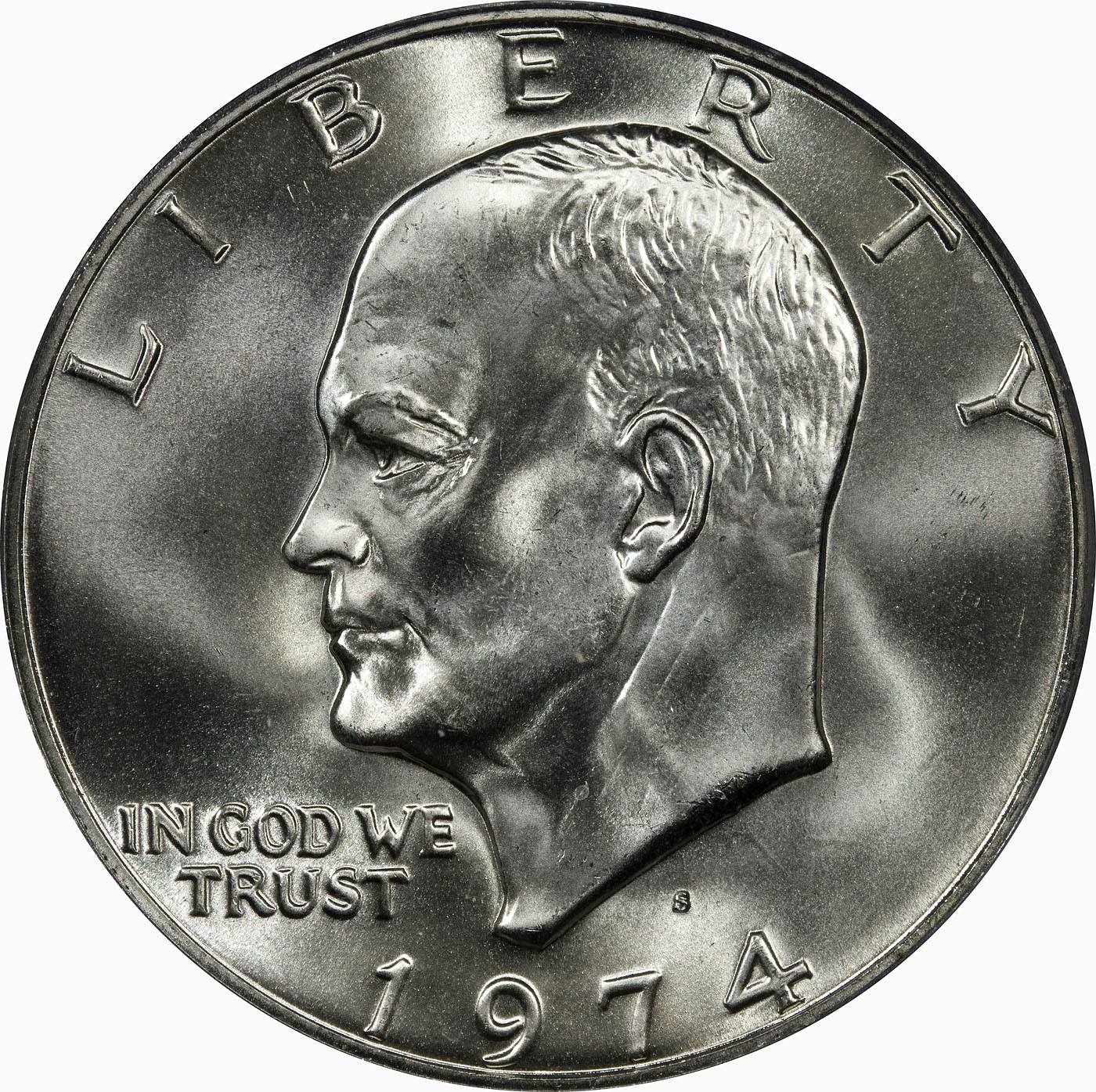
Anverso do Eisenhower Dollar de 1974

De 1971 a 1978, a Casa da Moeda dos Estados Unidos emitiu moedas de um dólar com o anverso representando o Presidente Dwight David Eisenhower e o reverso a insígnia da aterragem na Lua da Apollo 11, ambos desenhados pelo gravador-chefe Frank Gasparro. O desenho comemorativo do Bicentenário de 1976, produzido em 1975 e 1976, apresentava o Sino da Liberdade e a Lua no reverso (desenhado por Dennis R. Williams), mantendo o anverso de Eisenhower e as datas duplas 1776–1976. Os dólares Eisenhower cunhados para circulação geral não continham prata ou ouro, mas eram compostos pela mesma composição de cobre-níquel utilizada para a moeda de dez centavos, o quarto de dólar e o meio dólar. Este fato tornou as moedas destinadas à circulação extremamente resistentes ao desgaste e, tal como as moedas de menor valor facial, ainda conservam um bom nível de brilho, mesmo quando sujeitas a uma utilização maciça.

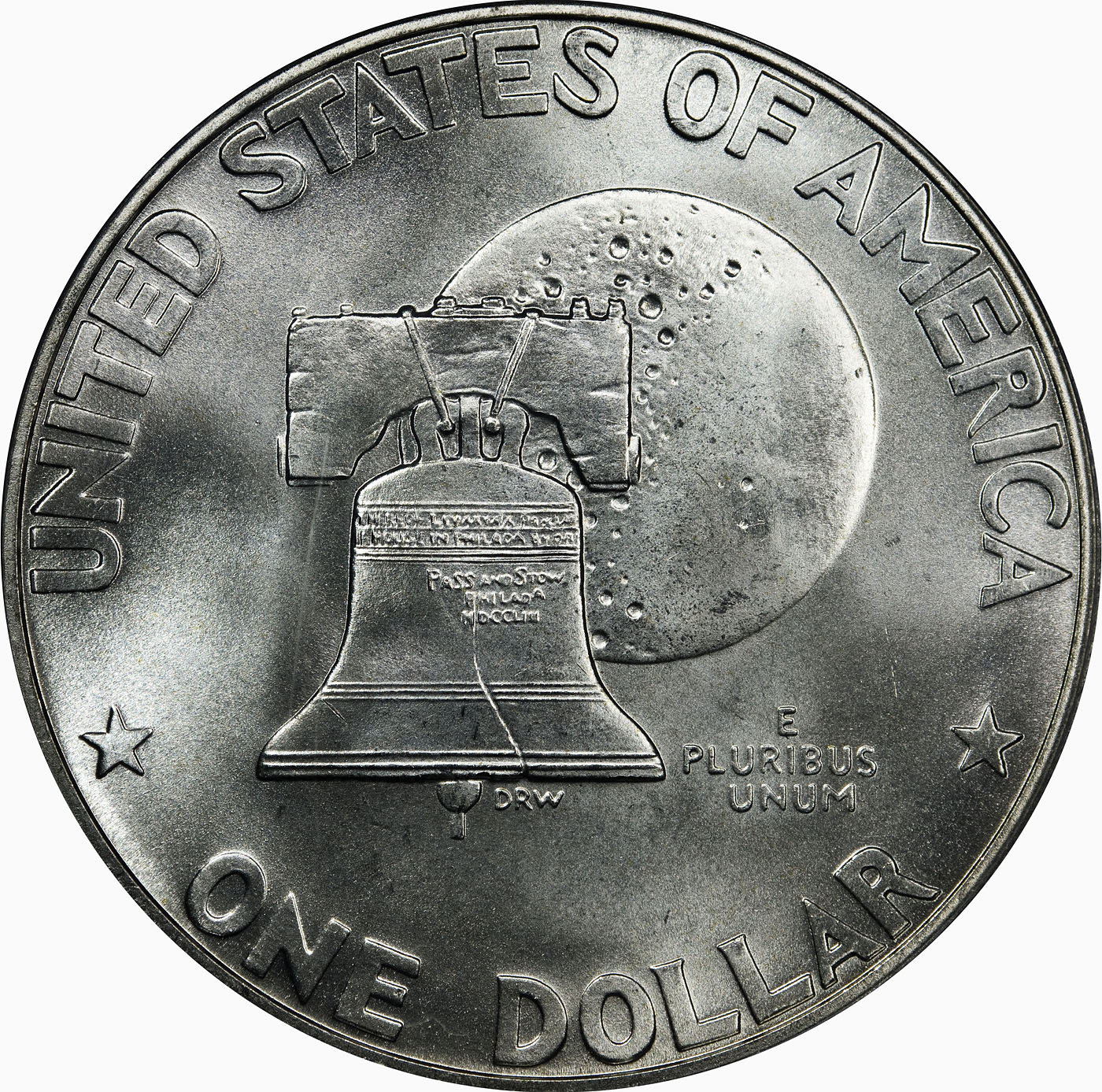
Verso do dólar comemorativo, produzido entre 1975 e 1976

De 1971 a 1976, a Casa da Moeda também produziu dólares compostos de 40% de prata para o mercado de colecionadores. As emissões de 1971–74 apareceram em caixas castanhas ou em pacotes azuis, consoante se tratasse de provas ou não. Nos dois anos seguintes, foram produzidas diferentes séries do Bicentenário. Todas as emissões são ainda muito comuns.

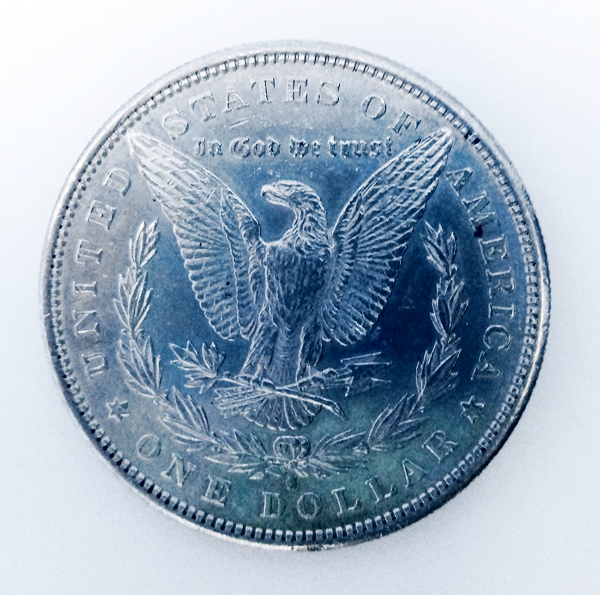
Morgan Dollar (reverso)

As moedas nunca foram muito populares, principalmente devido ao seu grande tamanho e peso, que as tornava desconfortáveis de transportar, e ao fato de muito poucas máquinas de venda automática terem sido concebidas para as aceitar. A sua maior utilização foi nos casinos, e as fichas de um dólar nos casinos dos Estados Unidos continuam a se aproximar do tamanho e peso das moedas. Antes da retirada das moedas, que continuam a ter curso legal (e estão por vezes disponíveis nos bancos mediante pedido), muitos casinos não utilizavam as suas próprias fichas, mas sim o Eisenhower Dollar.

### Anthony Dollar (1979–1981 e 1999)

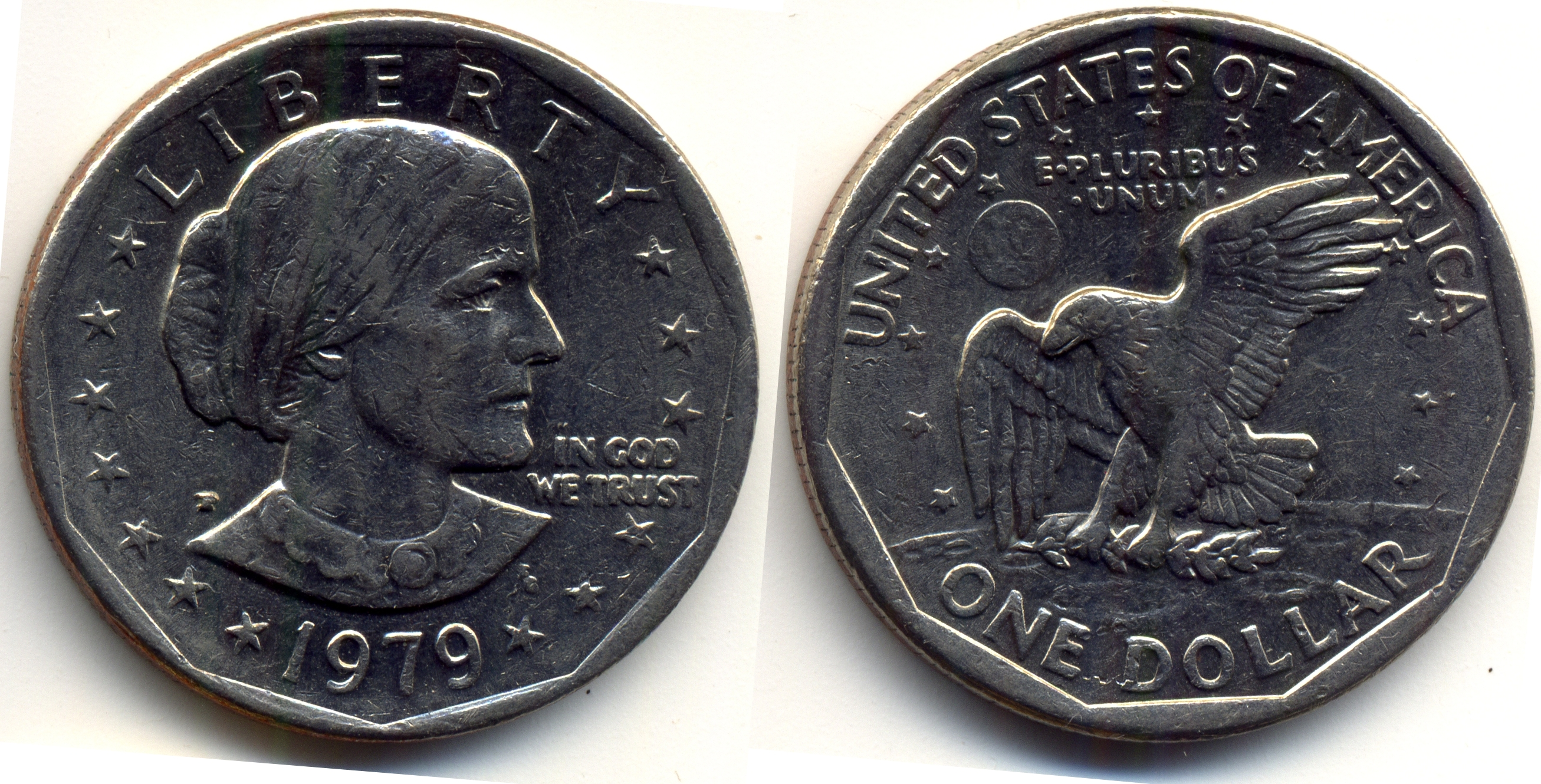
Anthony Dollar revestido, 1979

De 1979 a 1981, e novamente em 1999, a Casa da Moeda produziu os “Anthony Dollars”, representando a ativista do sufrágio feminino Susan B. Anthony. Desta forma, Anthony tornou-se a primeira mulher histórica a ser retratada em moedas circulantes nos Estados Unidos. Muitas moedas circulantes anteriores apresentavam imagens de mulheres através de figuras alegóricas como a Paz ou a Liberdade; a Rainha Isabel I de Castela apareceu no quarto de dólar da Exposição Colombiana de 1893, mas a moeda não se destinava à circulação geral. Os dólares de Anthony, tal como os “Eisenhower” Dollar, eram feitos de um revestimento de cobre-níquel. As moedas de 1981 foram emitidas apenas para colecionadores, mas aparecem ocasionalmente em circulação.
O Anthony Dollar, devido à sua cor, tamanho e desenho, era frequentemente confundido com as moedas de 25 centavos, pelo que nunca foi popular e a sua produção foi interrompida após 1981. Em 1999, voltou a ser cunhado, numa altura em que as reservas de moeda do Tesouro eram reduzidas e o Sacagawea Dollar estava ainda a um ano de ser produzido. Enquanto as reservas de moedas eram elevadas, as moedas eram mais frequentemente vistas em máquinas de venda automática, sistemas de trânsito e estações de correio.

### American Silver Eagle (1986–presente)

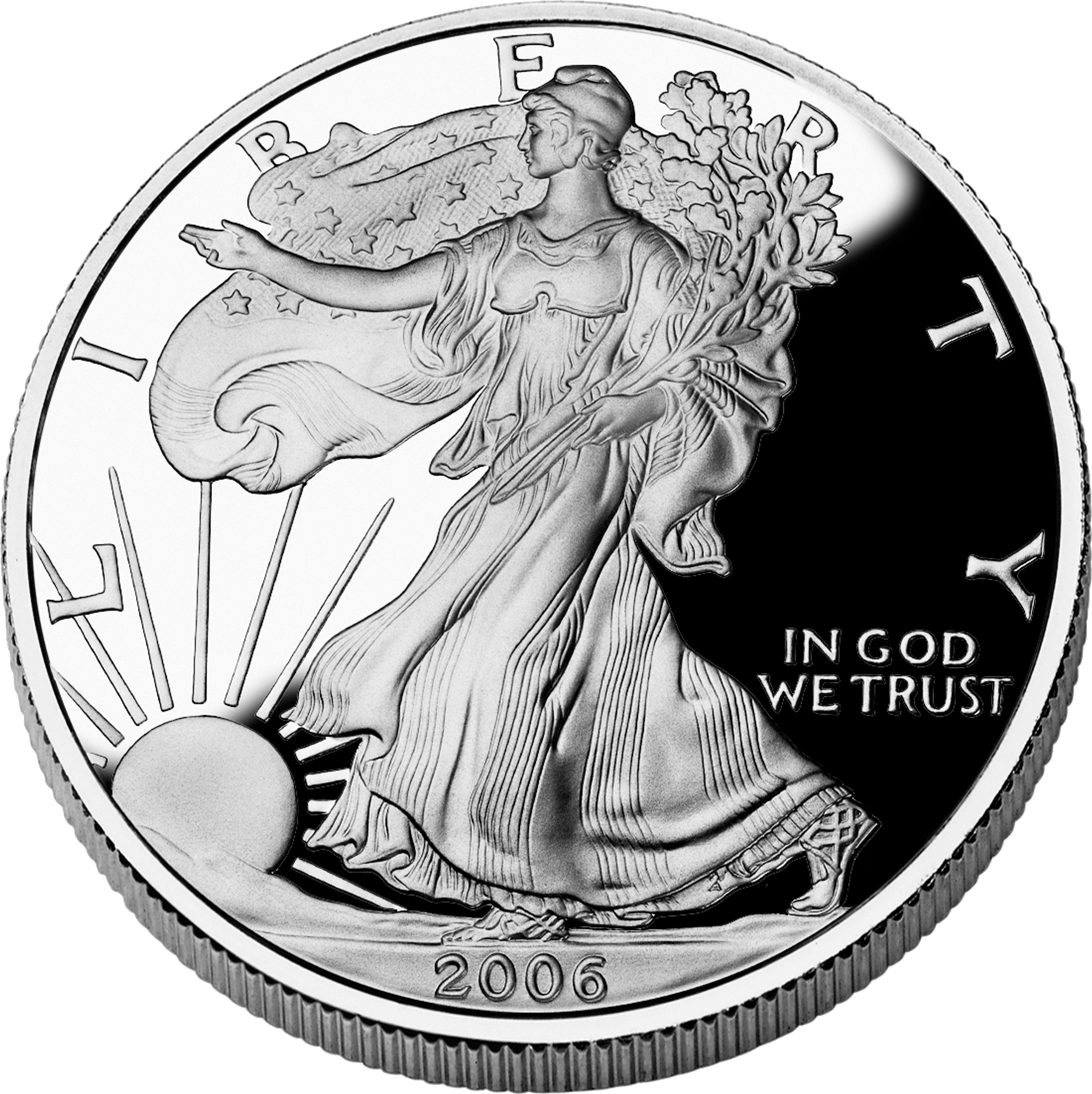
Um American Silver Eagle

A American Silver Eagle ou “American Silver Eagle Dollar” é a moeda de prata oficial dos Estados Unidos. Foi desenhada por Adolph A. Weinman e John Mercanti e foi lançada pela primeira vez pela Casa da Moeda dos Estados Unidos em 24 de novembro de 1986. Tem o valor facial de um dólar e contém, garantidamente, uma onça troy de prata com um grau de pureza de 99,9%. É autorizada pelo Título II da Lei Pública 99-61 (Liberty Coin Act, aprovada em 9 de julho de 1985). O seu conteúdo, peso e pureza são certificados pela Casa da Moeda dos Estados Unidos. Para além da versão em ouro, a Casa da Moeda dos Estados Unidos produziu uma versão de prova e uma versão não circulada para os colecionadores de moedas. A Silver Eagle foi produzida em três casas da moeda: Filadélfia, São Francisco e West Point. A moeda de ouro Águia de Prata Americana pode ser utilizada para financiar investimentos em contas individuais de reforma.

### Dólar Sacagawea (2000–presente)
O dólar Sacagawea foi autorizado pelo Congresso em 1997, porque o fornecimento de Anthony  Dollars, em estoque desde a sua última cunhagem em 1981, estava prestes a esgotar. Estas moedas têm um núcleo de cobre revestido de latão-manganês. Os atrasos no aumento da produção do Sacagawea Dollar resultaram numa última cunhagem de dólares Susan B. Anthony em 1999. As moedas de dólar são pouco utilizadas no comércio geral. Costumavam ser dadas como troco nas máquinas de venda automática de selos do Serviço Postal dos Estados Unidos (USPS), o que criava uma procura relativamente pequena, mas significativa, mas o USPS eliminou gradualmente todas essas máquinas em 2011. Foram também utilizadas em certos sistemas de metropolitano e de transportes públicos, como o “T” em Boston.

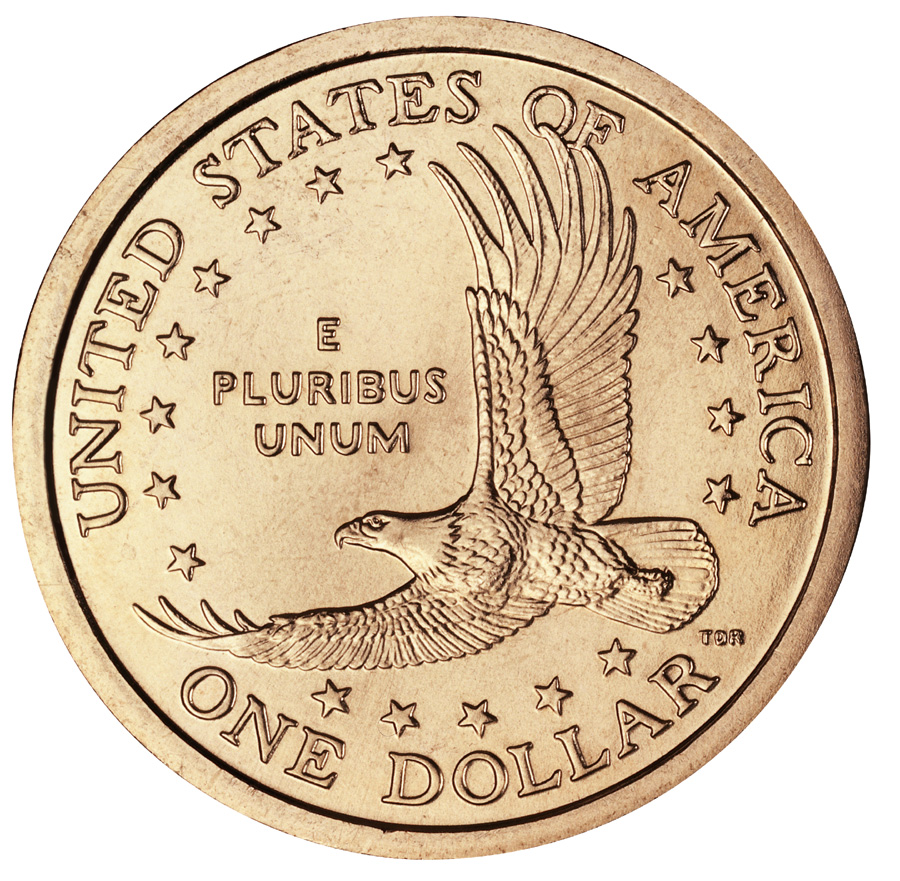
Moeda de um dólar americano, com o seu primeiro reverso mostrando uma águia-careca em voo.

Em 1998, a Casa da Moeda dos Estados Unidos organizou um concurso limitado de desenhos para o novo dólar, convidando 23 artistas a apresentarem desenhos que representassem Sacagawea no anverso e a águia-de-cabeça-branca no reverso. Em novembro de 1998, realizou-se uma exposição dos 123 desenhos apresentados no Casa Italiana Hall, em Washington, D.C., para solicitar comentários públicos e privados. Os conceitos de design foram apresentados sob a forma de desenhos, projetos, esculturas e protótipos cortados.
O anverso foi concebido pela artista Glenna Goodacre. Uma vez que não existe uma imagem verificável de Sacagawea, Goodacre utilizou um estudante universitário da Universidade do Novo México e um índio Shoshone como modelo para a moeda.
Existem aproximadamente bilhões de moedas Sacagawea em circulação e cerca de 250 milhões em reserva. A Casa da Moeda dos Estados Unidos reduziu significativamente a produção do Sacagawea Dollar após a cunhagem de 2001, alegando um inventário suficiente. De 2002 a 2008, o Sacagawea Dollar ainda era cunhado para colecionadores e estava disponível em rolos, conjuntos de cunhagem e conjuntos de provas não circuladas, mas não foi lançado para circulação geral até ao lançamento da série Native American em 2009.

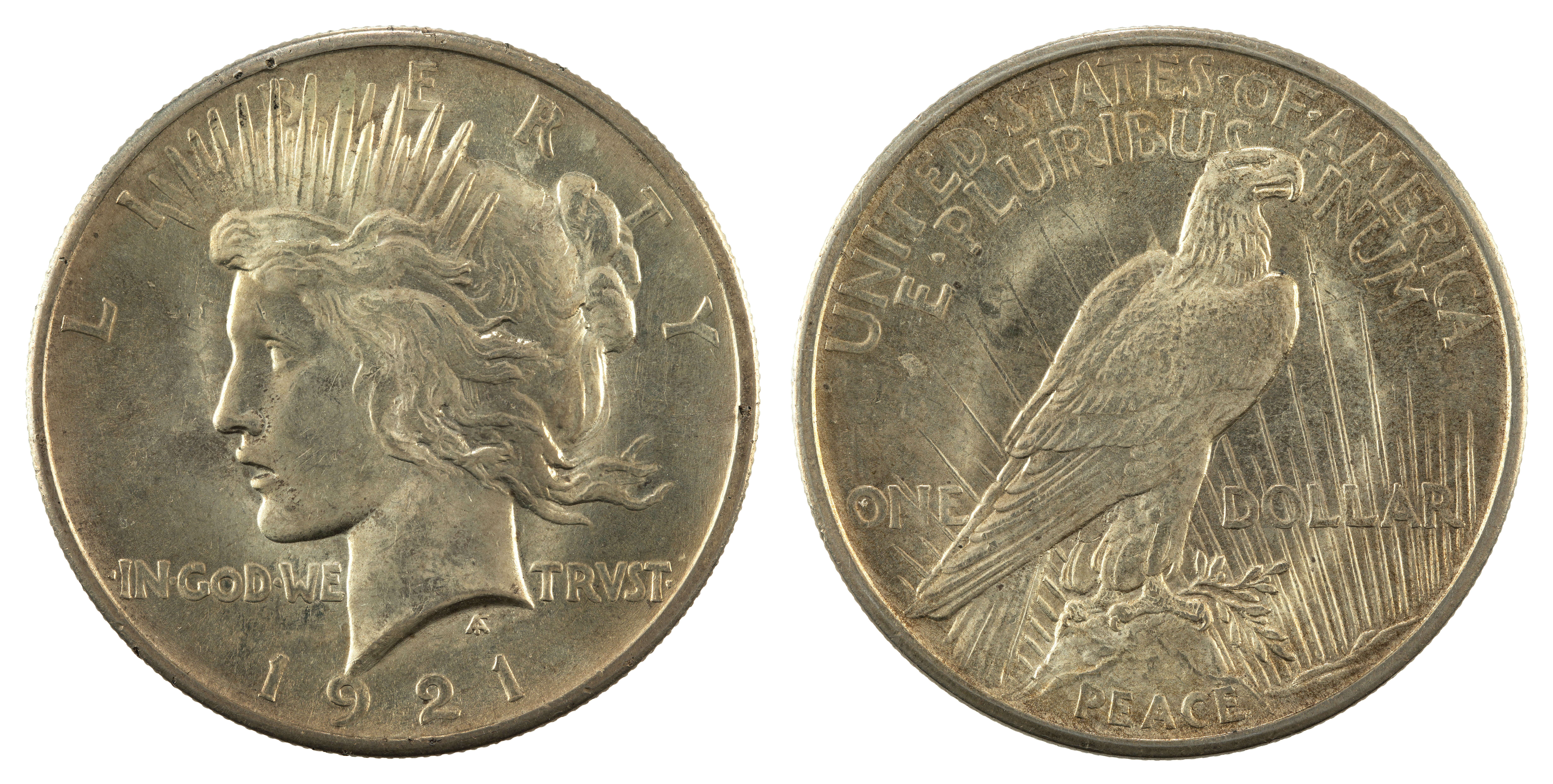
Anverso e reverso do Dólar da Paz de 1934

A Casa da Moeda teve o cuidado de criar a moeda com o mesmo tamanho, peso e propriedades eletromagnéticas que o Anthony Dollar, mas com uma cor dourada. Ao contrário da maioria das outras moedas em circulação, a liga selecionada tem tendência a manchar bastante em circulação, como acontece com a maioria do latão, o que resulta na perda do brilho dourado, exceto nas zonas elevadas onde a “pátina” é mais frequentemente esfregada. Embora alguns considerem o escurecimento como uma qualidade indesejável, a Casa da Moeda sugere que o efeito de mancha irregular confere às moedas um “acabamento antigo” que “acentua o perfil e acrescenta uma dimensão de profundidade à representação de Sacagawea e do seu filho”.
Até 2008, a moeda tinha um bordo liso, mas, a partir de 2009, foram aplicadas letras incrustadas. O ano e a marca da casa da moeda foram deslocados do anverso (frente) para o bordo da moeda.
Atualmente, as moedas de dólar não são muito comuns no comércio dos Estados Unidos, exceto nas máquinas de venda automática de viagens em massa, em algumas máquinas de venda e pagamento, em algumas lavandarias e nas antigas slot machines. Por outro lado, o dólar Sacagawea ganhou popularidade em El Salvador, Equador e Panamá, onde o dólar americano é também a moeda oficial.
Com a aprovação da lei do $1 US Currency Act em 20 de setembro de 2007, a Casa da Moeda dos Estados Unidos começou a conceber uma série de Sacagawea Dollars com anversos modificados para comemorar os nativos americanos e os importantes contributos das tribos indígenas e nativas americanas para o desenvolvimento dos Estados Unidos e para a história dos Estados Unidos. Foram cunhados quatro desenhos, cada um para um ano, de 2009 a 2012. A primeira moeda da série “Native American” foi lançada em janeiro de 2009 e tinha um reverso que representava uma mulher nativa americana plantando sementes, simbolizando os contributos das tribos indígenas para a agricultura. Tal como o dólar presidencial, o ano de cunhagem, a insígnia da casa da moeda e o lema “E Pluribus Unum” encontram-se no bordo da moeda e não no anverso ou no reverso, o que permite mais espaço para o desenho. Ao contrário das moedas presidenciais de 1 dólar anteriores a 2009, a inscrição “In God We Trust” permanece no anverso e o espaço vazio na inscrição no bordo foi preenchido com treze estrelas, simbolizando as Treze Colónias. Além disso, ao contrário de qualquer outra denominação da moeda americana em circulação (mas em comum com as moedas presidenciais de 1 dólar), o valor está inscrito em algarismos no reverso. A lei aprovada pelo Congresso exige que 20% do total de moedas de dólar cunhadas em qualquer ano durante o Programa da Moeda Presidencial de $1 sejam Sacagawea Dollars com o novo desenho.
Em janeiro de 2010, foi lançado o segundo desenho do verso da série, que tem como tema o “Governo” e a “Grande Árvore da Paz”. O reverso do Sacagawea Dollar de 2010 apresenta o cinto de Hiawatha e cinco setas unidas, representando a unidade, com a inscrição “Haudenosaunee”, um sinônimo da Confederação Iroquois que significa “Povo da Casa Comprida”. No bordo inferior do reverso, se encontra uma outra inscrição que diz “Grande Lei da Paz” (uma tradução inglesa de Gayanashagowa, a constituição da Confederação Iroquois). A Grande Lei da Paz foi utilizada como modelo para a Constituição dos Estados Unidos. Os quatro elos do cinto simbolizam quatro das cinco nações da Confederação Iroquois, nomeadamente as nações Mohawk, Oneida, Cayuga e Séneca. O pinheiro branco oriental no meio do cinto representa a quinta nação, os Onondaga, e é uma representação da árvore da paz.
Abaixo estão todos os reversos do dólar Sacagawea de 2000 a 2018:

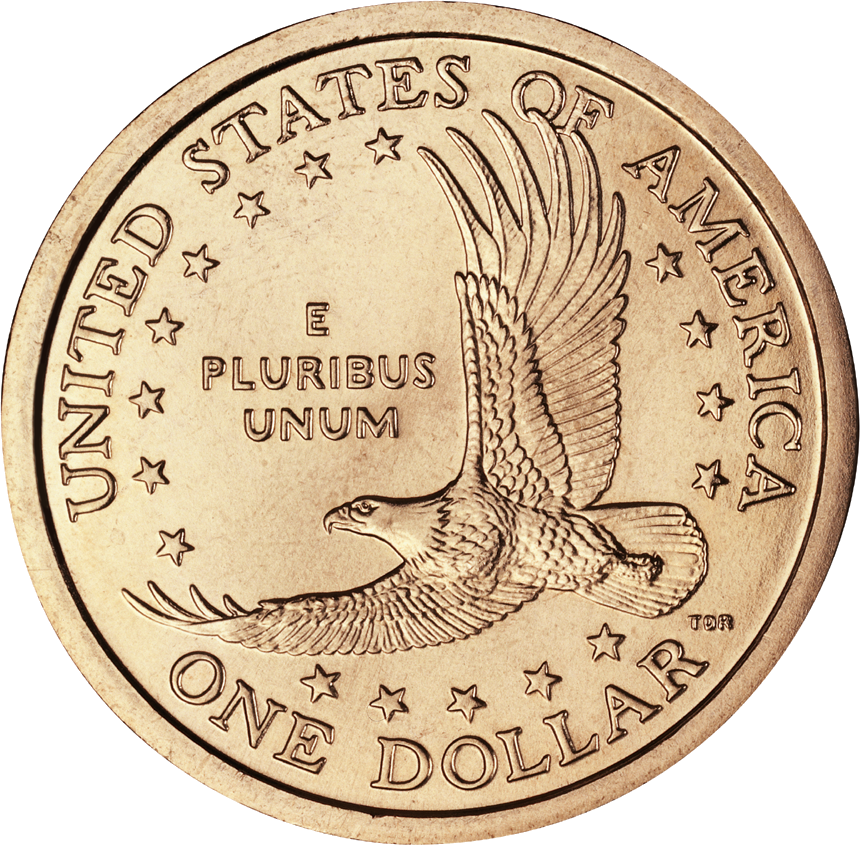
Reverso de 2000–2008, concebido por Thomas D. Rogers
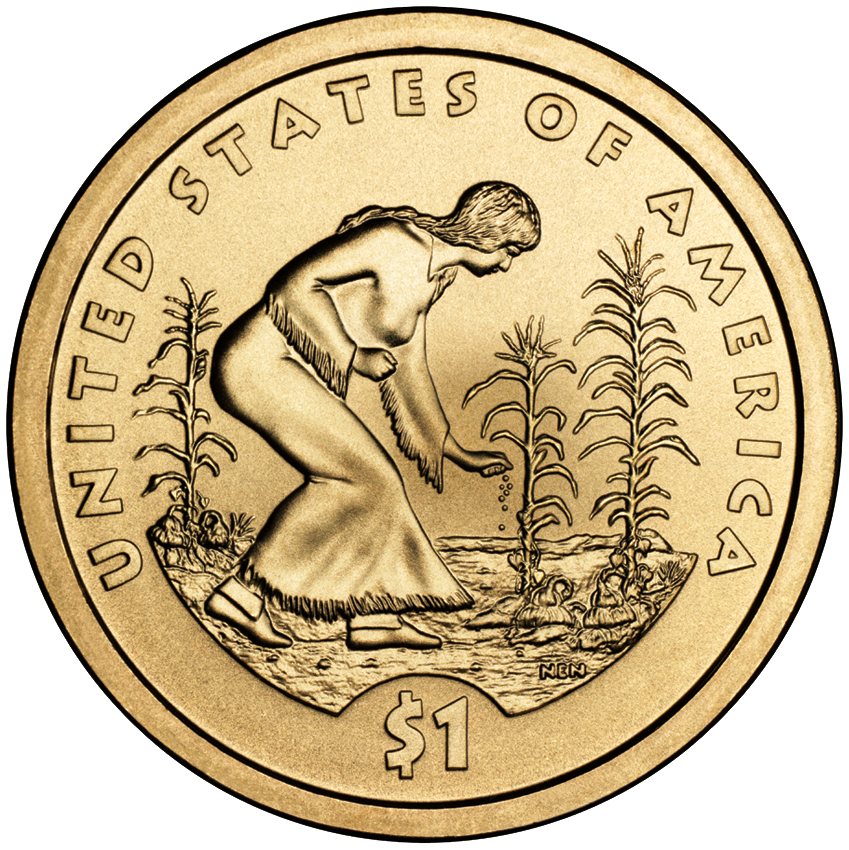
Verso de 2009, concebido por Norman E. Nemeth
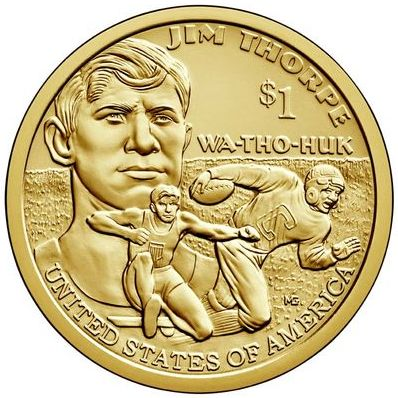
Reverso de 2018, concebido por Michael Gaudioso

### Dólares presidenciais (2007–2016)

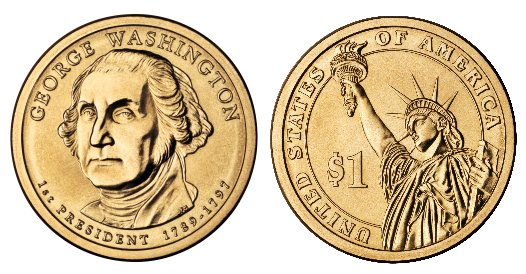
Anverso e reverso do primeiro dólar presidencial, com George Washington

Em dezembro de 2005, foi lançada uma série de moedas de um dólar, popularmente conhecidas como Dólares Presidenciais. O Congresso decidiu criar uma nova série de moedas de 1 dólar que homenageasse os antigos Presidentes dos Estados Unidos. Em 2007, foram produzidas moedas presidenciais com quatro desenhos diferentes. Todos os anos serão produzidos outros quatro desenhos, homenageando os presidentes por ordem de serviço. Nomeadamente, Grover Cleveland tem duas moedas, uma vez que cumpriu dois mandatos não consecutivos. O Presidential $1 Coin Act destina-se a criar um interesse renovado nas moedas de dólar, tal como se verificou durante o programa do trimestre dedicado aos Estados. Pelo menos um terço de todas as moedas de dólar produzidas continuam a ser moedas Sacagawea, constituindo as restantes moedas as quatro moedas presidenciais anuais. Nos termos da lei federal, não serão emitidas moedas com um presidente vivo ou um presidente que tenha morrido há menos de dois anos.
A moeda de dólar presidencial tem o mesmo tamanho e composição que o dólar Sacagawea. O lema “In God We Trust”, o ano de emissão e a marca da casa da moeda aparecem no bordo. O facto de estes lemas nacionais aparecerem no bordo levou alguns a condenar os desenhos. O primeiro dólar, em homenagem a George Washington, foi posto em circulação em 15 de fevereiro de 2007. No entanto, em 26 de dezembro de 2007, o lema “In God We Trust” foi transferido do bordo para o anverso.
Um erro de cunhagem comum nesta moeda, estimado em 80.000 moedas numa cunhagem de 300.000.000, é a omissão da inscrição no bordo, provocando um bordo exterior liso. Devido ao facto de a omissão incluir as palavras “In God We Trust”, alguns meios de comunicação social populares apelidaram-na de moeda “ímpia”. Um erro falso (mas amplamente divulgado) é o facto de a inscrição no bordo estar ao contrário. As inscrições no bordo não são produzidas ao mesmo tempo que as moedas, o que permite o seu aspeto natural em qualquer orientação, exceto no caso das moedas de prova, em que a data e as inscrições estão todas “de pernas para o ar”.
Devido a restrições orçamentais e ao aumento do stock destas moedas relativamente impopulares, em 11 de dezembro de 2011, o Secretário do Tesouro dos Estados Unidos, Timothy F. Geithner, suspendeu a produção de novas moedas de dólar presidencial para circulação. A futura cunhagem destas moedas foi reservada apenas aos colecionadores.